# Moraro
Moraro (Morâr in friulano) è un comune italiano di 723 abitanti in Friuli-Venezia Giulia.

## Geografia fisica
Moraro vanta una tradizione rurale che lo annovera fra i comuni "campagnoli" dell'Isontino.
Il comune ha un territorio non vastissimo, ma che riassume i tratti della campagna friulana.

## Monumenti e luoghi d'interesse
- Chiesa parrocchiale di Sant'Andrea Apostolo

## Società

### Evoluzione demografica
Abitanti censiti

### Etnie e minoranze straniere
Secondo i dati ISTAT al 31 dicembre 2015 la popolazione straniera residente era di 33 persone.

### Lingue e dialetti
A Moraro, accanto alla lingua italiana, la popolazione utilizza la lingua friulana. Ai sensi della deliberazione n. 2680 del 3 agosto 2001 della Giunta della Regione autonoma Friuli-Venezia Giulia, il Comune è inserito nell'ambito territoriale di tutela della lingua friulana ai fini della applicazione della legge 482/1999, della legge regionale 15/1996 e della legge regionale 29/2007.
La lingua friulana che si parla a Moraro rientra fra le varianti appartenenti al friulano goriziano.

## Amministrazione
Tra gli abitanti più importanti dei 767 si annovera la famiglia Battistin, ex nobili sforzeschi che si distinsero per capacità imprenditoriale all'interno del complesso mondo dell'Isontino.
Dal 4 ottobre 2021 il sindaco è Lorenzo Donda, della lista civica Moraro insieme.